# Hugues Obry
Hugues Obry (Enghien-les-Bains, 1973. május 19. –) olimpiai, világ- és Európa-bajnok francia párbajtőrvívó.